# Otome wa Boku ni Koishiteru
Otome wa Boku ni Koishiteru (処女はお姉さまに恋してる, literalment, "Donzelles enamorades de la Germana Major"), conegut també com Otoboku (おとボク) és una novel·la visual de temàtica yuri tendint al pseudolesbianisme desenvolupada per la companyia Caramel Box per als compatibles el 28 de gener del 2005 exclusivament per al Japó.
La història se centra en la vida d'un estudiant anomenat Mizuho Miyanokouji, que comença a estudiar, per desig exprés del seu avi, en una escola on totes les estudiants són dones; i ell s'ha de transformar en una noia per a poder-hi estudiar, arribant-se a convertir en una de les estudiantes més populars de la seua nova escola. La novel·la visual seria més tard adaptada a l'anime en una sèrie de dotze capítols i a també al manga.